# Hryzec horský
Hryzec horský (Arvicola scherman) je hlodavec z čeledi křečkovití. Oproti příbuznému hryzci vodnímu je menší a vyskytuje se především v horských a podhorských oblastech Alp, Pyrenejí a Karpat.

## Synonyma

### Česká
- hryzec vodní horský

## Výskyt v Evropě
Andorra, Rakousko, Chorvatsko, Česko, Francie, Německo, Maďarsko, Polsko, Portugalsko, Rumunsko, Slovensko, Slovinsko, Španělsko, Švýcarsko, Ukrajina, Itálie

## Způsob života
Vyhrabává si chodby a nory ne hlubší než 1 metr především na loukách a polích, méně v lesích. Je býložravec, živí se především kořínky a hlízami.